# André Djaoui
Pour les articles homonymes, voir Djaoui.
André Djaoui, né le 27 novembre 1943 à Tunis, est un producteur de cinéma, écrivain et réalisateur français.

## Biographie
Il est l'époux de la chanteuse Jeane Manson entre 1977 et 1979. Ensemble ils ont une fille : Jennifer dite Shirel née en 1978.

## Filmographie

### Comme producteur
- 1981 : L'Amant de Lady Chatterley de Just Jaeckin.
- 1983 : Au nom de tous les miens de Robert Enrico.
- 1985 : Liberté, égalité, choucroute de Jean Yanne.
- 1986 : La famille d'Ettore Scola.
- 1986 : Pourvu que ce soit une fille de Mario Monicelli.
- 1987 : Trois sœurs de Margarethe von Trotta.
- 1988 : Une nuit à l'Assemblée nationale de Jean-Pierre Mocky.
- 1990 : Les 1001 nuits de Philippe de Broca.
- 1990 : La voce della luna de Federico Fellini.
- 2005 : Ô Jérusalem d'Élie Chouraqui.

## Œuvres audio-visuelles
En 1992, André Djaoui coproduit avec Antenne 2, RAI 2, RTVE, NHK Japon, Channel 4 UK, Warner vidéo USA, une série de sept portraits de scientifiques, écrivains, artistes, personnalités politiques, philosophes qui ont changé le monde. Ces films ont été réalisés pour la télévision par des cinéastes de premier plan : Kafka par Zbigniew Rybczynski, Darwin par Peter Greenaway, Vivaldi par Lina Wertmüller, Ben Gourion par Jerry Schatzberg, Einstein par Michael Ritchie, Tchekhov par Nikita Mikhalkov, Gershwin par Alain Resnais.

## Comédies musicales
En 1994, André Djaoui produit King David, une comédie musicale à Broadway avec des paroles de Tim Rice et une musique de Alan Menken. Il s'agit d'une œuvre inspirée de la Bible, plus particulièrement des livres de Samuel, des Livres des Chroniques, et du Livre des Psaumes.
King David a été conçu dans le cadre de la commémoration des 3 000 ans de la fondation de Jérusalem.

## Théâtre
André Djaoui écrit pour le théâtre. Après sa rencontre avec Philippe Grimbert, ils écrivent une pièce de théâtre, Retour, qui sera jouée en 2012.